# Metalasia distans
Metalasia distans là một loài thực vật có hoa trong họ Cúc. Loài này lần đầu tiên được Augustin Pyramus de Candolle mô tả chính thức vào năm 1838, dựa trên công trình trước đó của Franz von Paula Schrank.